# Marlborough College
Marlborough College je britská střední nezávislá internátní škola umístěna v hrabství Wiltshire. Byla založena v roce 1843, aby se v ní mohli vzdělávat synové anglického duchovenstva, nicméně dnes škola přijímá chlapce i dívky všech vír. V současné době se na Marlborough college vzdělává přes 800 žáků, z kterých přibližně jedna třetina jsou dívky (Marlborough byla v roce 1968 první významnější nezávislá škola v Anglii, která dovolovala dívkám nastoupit do sexty, tím založila trend, který postupně následovalo mnoho dalších škol). Tato škola se stala plně koedukační v roce 1989. Noví žáci jsou přijímáni ve věku 13+ ("Shell entry") a 16 letech (Lower sixth). Marlborough college byla průkopníkem také v jiných ohledech; hlavním přínosem byl Školní matematický projekt (School Mathematics Project)od roku 1961 a zavedla výuku předmětu Business studies na vyšším stupni (v roce 1968). V roce 1963 se skupina chlapců, vedená budoucím politickým životopiscem Benem Pimlottem, rozhodla napsat knihu („Marlborough, an open examination written by the boys“), která měla za úkol popsat život na této škole.

## Školní budovy
Na místě, kde dnes škola stojí, v minulosti stával hrad, avšak se do dnešní doby nezachovaly žádné pozůstatky tohoto hradu. Legenda říká, že mohyla, která stojí vedle školy, je místem, kde je pohřbena legendární postava Merlin, a že jméno města pochází z Merlinova mohylového hrobu. Pravděpodobněji je jméno města odvozeno ze středověkého termínu pro křídovou zem "marl" - tudíž "město křídy".
Dominantou školy je nádvoří (Court). Nádvoří je obklopeno budovami různých stylů. Na jižním konci je zadní strana panského sídla z počátku 18. století. Sídlo bylo později přestavěno na zájezdní hostinec a poté koupen jako první školní budova. Vedle něj stojí staré stáje, které byly předělané na školní koleje. Západní strana se skládá z jídelny postavené z červených cihel z šedesátých let, která se může chlubit tou největší nepodepřenou střechou v zemi. Dále se v západní straně nachází Viktoriánská kolej, která byla přestavěna pro jiné účely. Severozápadnímu rohu dominuje kaple ve viktoriánsko-gotickém stylu, která má zajímavou kolekci maleb v před-rafaelském stylu od J. R. Spencera Stanhopeho a barevného skla od Williama Morrise.
Na druhé straně mohyly je vědecká laboratoř, postavena v roce 1933 a navržena tak, aby vypadala jako zaoceánský parník (loď). Tato budova byla v roce 1970 zapsána na seznam významně architektonických budov.

## Koleje
Při vstupu na školu jsou žáci přiděleni do různých kolejí. V nich během svého studia žijí a udělají si z nich dočasný domov. Koleje mezi sebou soupeří ve sportovních hrách, ale nejsou uzavřené a studenti z různých kolejí se mezi sebou přátelí.
- Chlapecké koleje: B1, C1, C2, C3, Barton Hill
- Dívčí koleje: Elmhurst, Mill Mead, Morris, New Court
- Smíšené koleje: Turner, Cotton, Littelfield, Preshute, Summerfield.

## Významní absolventi
Absolventům Marlborough College se říká „Old Marlburians“.

### Umění
- Anthony Blunt, historik umění a špión
- Claude Ferrier, architekt
- William Morris, umělec a spisovatel
- Charles Saumarez Smith, ředitel National Gallery
- Graham Shepard, karikaturista a ilustrátor

### Hudba
- Chris de Burgh, hudebník
- Norman del Mar, dirigent
- Nick Drake, Britský folkový muzikant
- Anthony Powers, skladatel
- Nic Rowley, ředitel vokálního souboru, Akademie současné hudby (the Academy of Contemporary Music)
- Crispian Steele-Perkins, trumpetista

### Divadlo a kino
- Robert Addie, herec
- Peter Daubeny, impressario
- Wilfrid Hyde-White, herec
- James Robertson Justice, herec
- James Mason, herec
- Michael Pennington, herec a ředitel
- Clive Robertson, herec
- Ernest Thesiger, herec
- Nicholas Woodeson, herec

### Politika
- Tim Boswell, člen parlamentu za Daventry
- Henry Brooke, Baron Brooke of Cumnor, politik
- Lord Brooke of Sutton Mandeville, ministr kabinetu
- Rab Butler, politik
- Christopher Chope, člen parlamentu za Christchurch
- Otis Ferry, příznivec lovu a politický aktivista, syn rockové hvězdy Bryana
- Alastair Goodlad, člen parlamentu za Eddisbury
- Daniel Hannan, člen Evropského parlamentu
- William Jowitt, předseda Sněmu lordů
- Peter Kirk, politik, první vůdce Britské delegace do Evropského Parlamentu
- John Maples, člen parlamentu za Stratford upon Avon
- John Parker, člen parlamentu za Romford
- Malcolm Ian Sinclair, 20th Earl of Caithness, politik
- Hallam Tennyson, Lord Tennyson, britský státník
- Dennis Forwood Vosper, člen parlamentu za Runcorn

### Věda a technika
- C. V. Boys, experimentální fyzik
- Sir Charles Galton Darwin, britský fyzik
- Sir Nigel Gresley, designér parní lokomotivy
- Donald Lynden-Bell, astronom
- Sir Peter Medawar, držitel Nobelovy ceny za biologii
- James Mourilyan Tanner, pediatr a endokrinolog
- John Zachary Young, fyziolog

### Sport
- Toby a Ian Balding, trenéři dostihových koní
- Francis Chichester, jachtař, který jako první obeplul celý svět na jachtě
- John Hunt, vedoucí prvního úspěšného výstupu na Mount Everest
- Iain Macdonald-Smith, Olympijský jachtař
- Jake Meyer, horolezec
- Mark Phillips, olympijský žokej a exmanžel Princezny Anny
- Reggie Spooner, hráč kriketu
- Allan Steel, hráč kriketu
- Mark Tomlinson, hráč póla
- Martin Winbolt-Lewis, olympijský atlet

### Církev
- Cyril Alington, ředitel a děkan Durhamu
- Frederick Copleston, kněz
- Geoffrey Fisher, Arcibiskup Canterbury
- James Newcome, Biskup Penrithu
- Edward Patey, Děkan Liverpoolu
- John Robinson, Biskup Woolwiche
- Arthur Winnington-Ingram, Biskup Londýna

### Žurnalistika
- Frank Gardner, válečný korespondent BBC
- Richard Jebb, žurnalista
- Derrick Macnutt, zpracovatel křížovek pod pseudonymem Ximenes
- Norris a Ross McWhirter, žurnalisté, autoři, a političtí aktivisté
- Christopher Martin-Jenkins, kriketový korespondent BBC
- Julian Pettifer, žurnalista BBC
- Sir Mark Tully, korespondent z Indie pro BBC a autor
- Tom Newton-Dunn, redaktor v The Sun

### Armáda
- Edward Bradford, voják a metropolitní policejní komisař
- John Brigstocke, admirál
- Charles Elworthy, šéf bezpečnostního oddělení a správce Windsor Castle
- John Kiszely, ředitel Defence Academy
- Ian Macfadyen, důstojník Royal Air Force a guvernér Isle of Man od 2000 - 2005
- Nevil Macready, Generál a metropolitní policejní komisař
- Henry Hughes Wilson, polní maršál
- Evelyn Wood, britský polní maršál, držitel Viktoriánského kříže

### Obchod a průmysl
- Michael Clapham, průmyslník (ICI)
- Ernest Debenham, maloobchodník
- Nicholas Goodison, burzovní makléř a patron umění
- Anthony Greener, průmyslník (Dunhill, Guinness, LVMH, Reed Elsevier)
- Ambrose Heal, maloobchodník
- Christopher Hogg, průmyslník (Courtaulds, Reuters, Bank of England, SmithKline Beecham)
- Antony Root, manažer televizní stanice
- Simon Woodroffe, zakladatel Yo Sushi řetězce restaurací

### Další
- Ronald Bodley Scott, královský lékař
- Nigel Bridge, Baron Bridge of Harwich, Lord práv
- John Brightman, Baron Brightman, Lord práv
- Sir Grahame Clark, archeolog
- HRH Princess Eugenie of York, dcera HRH The Duke of York
- Henry Everard, manažer železnice a hraje v President of Rhodesia
- Charles Fisher, ředitel Geelong Church of England Gramar School, Austrálie
- Ian Fraser, Baron Fraser of Lonsdale, příznivec zájmu nevidomých
- Rayner Goddard, Lord nejvyšší spravedlnosti
- Wilfred Grenfell, lékařský misionář a sociální reformátor
- Gordon Hamilton-Fairley, onkolog a oběť IRA
- Nicholas Hinton, charitativní pracovník
- Robin Janvrin, dvořan
- Alan Lascelles, dvořan
- Sir Mark Malloch Brown, bývalý zástupce generálního tajemníka OSN
- Sir Philip Margetson, asistent policejního metropolitního komisaře
- vévodkyně Catherine z Cambridge, manželka Prince Williama
- William Moore, Lord nejvyšší spravedlnosti Severního Irska
- Edward John Hugh Tollemache, soukromý firemní bankéř
- Gordon Welchman, dekodér za druhé světové války